# Castell d'Hostafrancs
Castell d'Hostafrancs és un edifici d'Hostafrancs, als Plans de Sió (Segarra) inclòs a l'Inventari del Patrimoni Arquitectònic de Catalunya.

## Descripció
Es tracta d'una casa senyorial situada a la part més alta del nucli, actualment envoltada per altres habitatges. Es divideix en tres plantes, la planta baixa que presenta la porta principal allindada i sense cap mena de decoració, la primera planta, planta noble, que presenta tres obertures, un balcó i dues finestres amb els brancals motllurats i finalment la tercera planta o golfes amb una sèrie de finestres de dimensions més reduïdes. El mur està format per carreus irregulars de pedra rejuntats entre ells per morter.
El castell apareix documentat l'any 1073.